# Pleuropoma
Pleuropoma is een geslacht van weekdieren uit de klasse van de Gastropoda (slakken).

## Soort
- Pleuropoma dichroa (Möllendorff, 1890)